# 東京都道199号梅郷日向和田線
東京都道199号梅郷日向和田線（とうきょうとどう199ごう ばいごうひなたわだせん）は、東京都青梅市を起点・終点とする一般都道。多摩川を挟んで並走する都道45号（吉野街道）と国道411号（青梅街道）をつなぐルートのひとつで、JR青梅線日向和田駅前を終点とする。また、日向和田駅から梅の名所として知られる吉野梅郷へのアクセス経路として利用される。

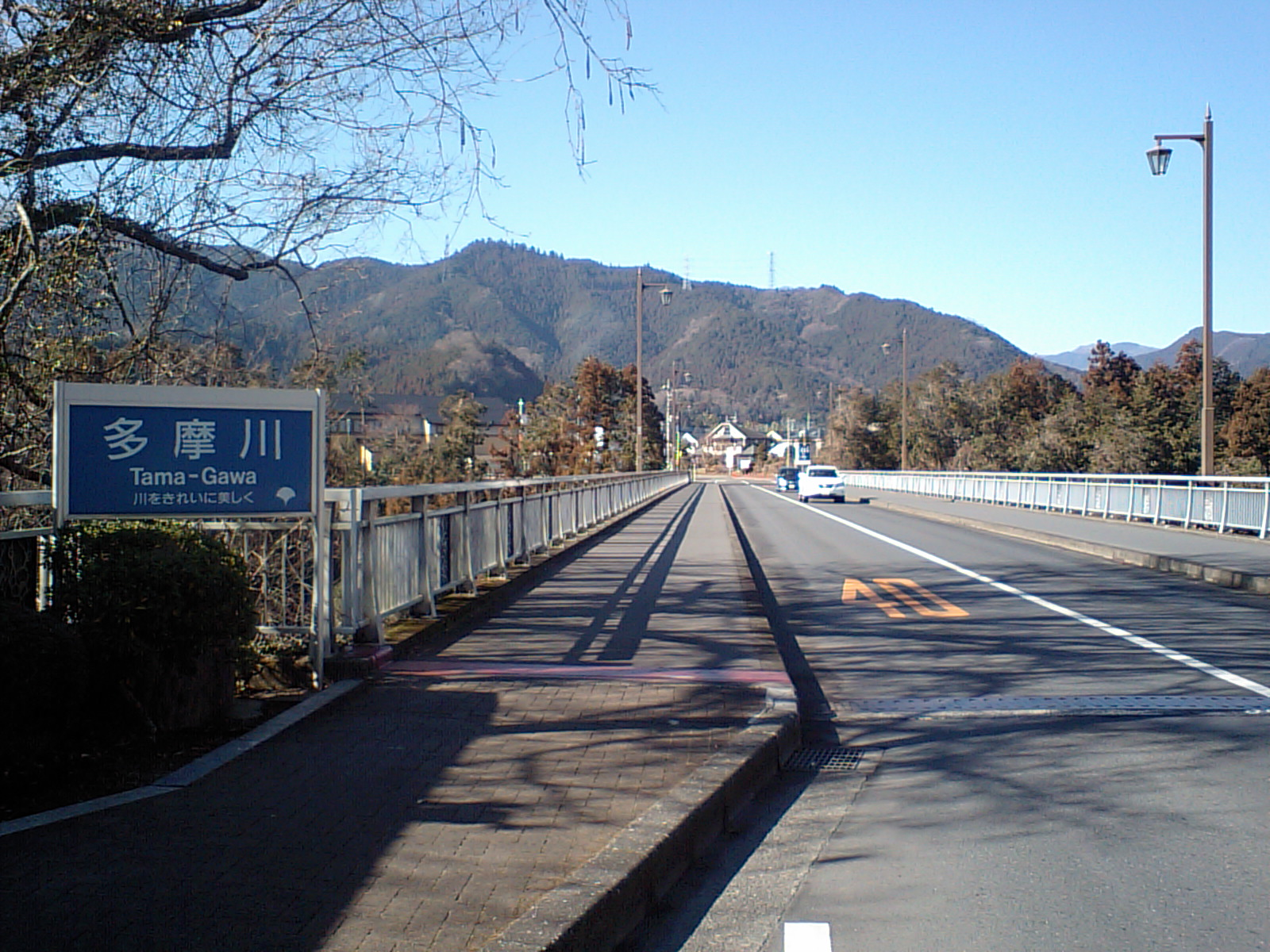
青梅市日向和田、神代橋付近

## 概要
- 総延長：601m
- 起点：青梅市梅郷 梅郷4丁目交差点（東京都道45号奥多摩青梅線接続）
- 終点：青梅市日向和田 日向和田駅前交差点（国道411号接続）

## 通過する自治体
- 東京都
  - 青梅市

## 経路および交差・接続する道路・河川
- 東京都青梅市
  - 梅郷4丁目交差点（東京都道45号奥多摩青梅線）
  - 神代橋（多摩川）
  - 日向和田駅前交差点（国道411号）

## 周辺の地理・施設
- 吉野梅郷
- 青梅市立第五小学校
- 日向和田駅